# Crematoriul Vitan-Bârzești

Crematoriul Vitan-Bârzești se găsește în București, pe Șos. Vitan-Bârzești nr. 9-11, Sector 4, în spatele Institutului de Medicină Legală „Mina Minovici”, în dreapta fostului Lac Văcărești, și a fost inaugurat în luna iunie 1994. După ce Crematoriul Cenușa a fost închis în 2002, acesta a rămas singurul crematoriu uman în funcțiune în România până la inaugurarea celui de la Oradea în anul 2012 (de fapt un incinerator uman) și a celui de lângă Cluj-Napoca în anul 2014.
În noiembrie 2011 Consiliul General al Municipiului București a aprobat alocarea sumei de 1,3 milioane euro, fără TVA, pentru a înlocui unul dintre cuptoarele de incinerare ale crematoriului uman Vitan Bârzești, întrucât cuptoarele existente, care datează din 1987, nu mai făceau față cerințelor..
Pentru a se atinge temperatura optimă de ardere, adică 1.000 de grade Celsius, cuptorul se încinge cu ajutorul a 40 metri cubi de gaz metan. În doua ore cadavrul se transformă în cenușă și oase calcinate care trebuie mărunțite.
Există intenția de a se construi un crematoriu uman și la Cluj, dar clujenii se tem că viitorul crematoriu uman va contamina cartierul Mănăștur. Temerile sunt întreținute de faptul că singurul precedent național, crematoriul Vitan-Bârzești, din București, nu este "un succes" în ceea ce privește mirosul și fumul emanat în vecinătăți.
Crematoriul Uman Vitan-Bârzești din București are amenajată o „Sală comună”, unde sunt depuse urnele cu cenușa celor incinerați, pentru a fi ridicate de rude și duse apoi la locurile lor de veci, fie în cimitir, fie în „columbarul” crematoriului. O urnă conține aproximativ 1,5 kilograme de pulbere umană. Din 1994 încoace s-au acumulat în această sală 2.400 de urne abandonate de familii.

## Personalități incinerate
- Alexandra Sidorovici (2000)[9]
- Silviu Brucan (2006)[9]
- Zoia Ceaușescu (2006)
- Clody Bertola (2007) [10]
- Ilarion Ciobanu (2008) [11]
- Alex. Leo Șerban (2011)
- Sergiu Nicolaescu (2013) [12]
- Cornel Diaconu (2014)[13]
- Christine Valmy (2015)
- Victor Atanasie Stănculescu (2016)
- Adrian Enescu (2016)
- Andrei Gheorghe (2018)
- Zina Dumitrescu (2019)
- Cristina Țopescu (2020)
- Bogdan Stanoevici (2021)
- Ileana Stana Ionescu (2024)

## Vezi și
- Incinerarea în România

## Legături externe
- Cum decurge incinerarea la crematoriul Vitan-Bârzești - GALERIE FOTO Arhivat în 5 februarie 2017, la Wayback Machine., B365.ro, 5 ianuarie 2013
- Legea care-ți dă dreptul, din timpul vieții, să-ți organizezi cum vrei înmormântarea, cu sau fără preot, adevarul.ro, 23 iulie 2014